# 経塚駅
経塚駅（きょうづかえき）は、沖縄県浦添市前田にある、沖縄都市モノレール線（ゆいレール）の駅である。駅番号は17。

## 歴史
浦添市の提案したルート案では「国際センター前駅」の仮称が使用されていた。

### 年表
- 2012年（平成24年）1月26日：経塚駅（仮称）を含む延伸区間の軌道事業特許が認可[5]。
- 2013年（平成25年）11月2日：経塚駅（仮称）を含む延伸区間の起工式を実施[6]。
- 2014年（平成26年）12月26日：駅名を「経塚駅」に決定する[7]。
- 2019年（令和元年）10月1日：首里駅 - てだこ浦西駅間延伸開業に伴い開業[8][1][2]。
- 2020年（令和2年）3月10日：ICカード「Suica」の利用が可能となる[9][10][11]。

## 駅構造
島式ホーム1面2線を有する高架駅である。エスカレータ・エレベーター設置。

### のりば
| 番線 | 路線                  | 方向 | 行先           |
| ---- | --------------------- | ---- | -------------- |
| 1    | ■沖縄都市モノレール線 | 下り | てだこ浦西方面 |
| 2    | ■沖縄都市モノレール線 | 上り | 那覇空港方面   |

## 利用状況
2022年度の1日平均乗車人員は703人である。
開業後の1日平均乗降人員および乗車人員の推移は下記の通り。
| 年度               | 1日平均 乗降人員 | 1日平均 乗車人員 | 出典 |
| ------------------ | ---------------- | ---------------- | ---- |
| 2019年（令和元年） | 1,293            | 640              |      |
| 2020年（令和02年） | 2,051            | 505              |      |
| 2021年（令和03年） |                  | 582              |      |
| 2022年（令和04年） |                  | 703              |      |

備考
1. ↑  2019年10月1日開業。開業日から翌年3月31日までの計183日間を集計したデータ。

## 駅周辺
所在地こそ前田地区となるが、駅の西側にある浦添市経塚地区への玄関口となる駅である。
- 国際協力機構沖縄国際センター
- 浦添経塚郵便局
- サンエー経塚シティ
- 玉城朝薫の墓
- 沖縄県立沖縄療育園
- 平安病院
- 沖縄県立浦添工業高等学校
- 浦添市立沢岻小学校
- 昭和薬科大学附属高等学校・中学校
- 経塚公園

## バス路線
経塚駅バス停
- 47番・那覇てだこ線　（那覇バス）

## その他
- 駅到着時の車内チャイムは、組踊の演目「二童敵討」で演奏される「はべら節」を編曲したもの[18]。組踊を創始した玉城朝薫の墓が駅近くにあることから設定された[18]。

## 隣の駅
沖縄都市モノレール
■沖縄都市モノレール線（ゆいレール）
石嶺駅 (16) - 経塚駅 (17) - 浦添前田駅 (18)

### 記事本文

### 利用状況
1. ↑  沖縄県統計年鑑 - 沖縄県
2. ↑  浦添市統計書 - 浦添市